# Scarlett O'Phelan
Scarlett O'Phelan Godoy (Lima, 27 de abril de 1951) es una historiadora, investigadora y docente universitaria peruana. Se destaca en la investigación del proceso emancipatorio peruano, que empieza en el siglo XVIII y llega hasta los primeros 35 años del siglo XIX.  Como catedrática cubre el siglo XIX, así como el siglo XX hasta el período de gobierno de Fujimori. Aborda temas de inmigración china, japonesa, judía, árabe, alemana, italiana, así como otros tópicos.

## Biografía
Hija de Rafael O'Phelan y Rebeca Godoy. Cursó sus estudios escolares en el Colegio María Alvarado (Lima High School). Sus estudios superiores los cursó en la Pontificia Universidad Católica del Perú, donde se graduó de bachiller en Humanidades con mención en Historia con la tesis El carácter de las revueltas campesinas del siglo XVIII en el norte del Virreinato del Perú (1976); y de licenciada en Historia (1977). Siguió estudios de doctorado en el Birkbeck College de la Universidad de Londres (1982), obteniendo el grado con la tesis Rebellions and Revolts in Eighteenth Century Peru and Upper Peru (1982), publicada en castellano con el título de Un siglo de rebeliones anticoloniales. Perú y Bolivia 1700-1783 (1988). Posteriormente realizó estancias de investigación en la Universidad de Colonia, Alemania (1983-1985) y en el Consejo Superior de Investigaciones Científicas, Escuela de Estudios Hispano-Americanos de Sevilla (1991-1993).
Desde muy joven, se inició en la docencia en su alma mater, la Pontificia Universidad Católica (PUCP). Empezó como jefa de prácticas (1973-1976); luego de un periodo de labor como investigadora para diversos institutos en el Perú y en otros países, retornó a la docencia como profesora contratada de la especialidad de Historia (1985-1988). Pasó luego a ser profesora ordinaria de la maestría en Historia de la Escuela de Graduados de la PUCP (1988-1997).  Actualmente es profesora principal de Historia del Departamento de Humanidades de dicha universidad.
Asimismo, ha sido profesora asociada en la Universidad de Virginia; profesora del programa de Maestría en Historia en la Universidad Iberoamericana de Andalucía; profesora visitante en la Universidad de Chicago, la Universidad de Liverpool, la Universidad de Texas, la Universidad de Duke en Carolina del Norte y la Escuela de Altos Estudios en Ciencias Sociales de París. Y profesora en la Academia Diplomática del Perú.
Se le ha concedido diversas becas, entre ellas: beca de doctorado de la Fundación Ford (1977-1979), Central Research Fund de la Universidad de Londres (1978,1980), Latin American Research Fellowship (Londres, 1980-1981), British Academy Award in Humanities (1981-1982), Alexander von Humboldt Stiftung (1983-1985), Social Science Research Council (Nueva York, 1985-1986), John Simon Guggenheim Fellowship (1989-1990), y Beca de investigación de la Maison de Sciences de l'Homme (París, 1991).
Es miembro de número de la Academia Nacional de la Historia del Perú; miembro de la Asociación de Historiadores Latinoamericanos, AHILA (1982); y consejera editorial del Jahrbuch für Geschichte de Alemania (1983-1984).

## Publicaciones
Libros
- El carácter de las revueltas campesinas del siglo XVIII en el norte del Virreinato peruano (1978)
- Rebellions and Revolts in Eighteenth Century Peru and Upper Peru (Colonia, 1985), traducido al castellano como Un siglo de rebeliones anticoloniales. Perú y Bolivia 1700-1783 (Cuzco, 1988; Lima, 2012)
- La gran rebelión de los Andes: de Túpac Amaru a Túpac Catari (Cuzco, 1995)
- Curacas sin sucesiones. Del cacique al alcalde de indios (Cuzco, 1997)
- El norte en la historia regional (Lima, 1998), compiladora junto a Yves Saint-Geours
- El Perú en el siglo XVIII. La era borbónica (Lima, 1999; 2015), compiladora.
- La Independencia del Peru. De los Borbones a Bolívar (Lima, 2001), compiladora.
- Historia de la familia en el Virreinato del Perú (Lima, 2001).
- Bernardo O'Higgins y su estancia en el Perú (Lima, 2010).
- Perú. Crisis imperial e independencia (Lima, 2013).
- Mestizos Reales en el virreinato del Perú: indios nobles, caciques y capitanes de mita (Lima, 2013).
- Abascal y la contraindependencia de América del Sur (Lima, 2013). Ed. con G. Lomné.
- Voces americanas en las Cortes de Cádiz: 1810-1814 (Lima, 2014). Ed. con G. Lomné.
- La Independencia en los Andes. Una historia conectada (Lima, 2014).[6]
- Siete Ensayos sobre la Gran Rebelión de los Andes: de Túpac Amaru a Túpac Katari (Lima, 2016).

Además, ha escrito numerosos artículos para revistas especializadas.